# Calathus complanatus obesus
Calathus complanatus obesus é uma subespécie de insetos coleópteros pertencente à família Carabidae.
A autoridade científica da subespécie é Colas, tendo sido descrita no ano de 1938.
Trata-se de uma subespécie presente no território português.